# Flayat
Flayat é uma comuna francesa na região administrativa da Nova Aquitânia, no departamento de Creuse. Estende-se por uma área de 43,53 km². Em 2010 a comuna tinha 309 habitantes (densidade: 7,1 hab./km²).